# 仮面ライダー×スーパー戦隊 超スーパーヒーロー大戦
- 仮面ライダーシリーズ
  - 仮面ライダーエグゼイド > 仮面ライダー×スーパー戦隊 超スーパーヒーロー大戦
  - 仮面ライダー電王 > 仮面ライダー×スーパー戦隊 超スーパーヒーロー大戦
- スーパー戦隊シリーズ
  - 宇宙戦隊キュウレンジャー > 仮面ライダー×スーパー戦隊 超スーパーヒーロー大戦
  - 動物戦隊ジュウオウジャー > 仮面ライダー×スーパー戦隊 超スーパーヒーロー大戦
  - 手裏剣戦隊ニンニンジャー > 仮面ライダー×スーパー戦隊 超スーパーヒーロー大戦
  - 獣電戦隊キョウリュウジャー > 仮面ライダー×スーパー戦隊 超スーパーヒーロー大戦
  - 特命戦隊ゴーバスターズ > 仮面ライダー×スーパー戦隊 超スーパーヒーロー大戦
- スーパーヒーロー大戦シリーズ > 仮面ライダー×スーパー戦隊 超スーパーヒーロー大戦

『仮面ライダー×スーパー戦隊 超スーパーヒーロー大戦』（かめんライダースーパーせんたい ちょうスーパーヒーローたいせん）は2017年3月25日より東映系で公開された、日本の映画作品。
キャッチコピーは「全世界が壊滅する――未知の破壊者の総攻撃! 倒すカギは“100人のヒーロー”」「最強のヒーローチームをセレクトせよ」。

## 概要
特撮テレビドラマシリーズ「仮面ライダーシリーズ」と「スーパー戦隊シリーズ」をメインとしたクロスオーバー作品「スーパーヒーロー大戦シリーズ」の第5弾。仮面ライダーとスーパー戦隊が本格共演するのは『仮面ライダー×スーパー戦隊×宇宙刑事 スーパーヒーロー大戦Z』以来、およそ4年ぶり3度目。また『エグゼイド』のゲーム要素に絡めて、本作品でも『仮面ライダー平成ジェネレーションズ Dr.パックマン対エグゼイド&ゴーストwithレジェンドライダー』に引き続き、バンダイナムコの『ゼビウス』や『ギャラクシアン』などといったタイトルとのコラボが組み込まれている。
本作品の中心となるのは、上映当時の現行作品である『仮面ライダーエグゼイド』と『宇宙戦隊キュウレンジャー』で、この2作品以外には『動物戦隊ジュウオウジャー』と『仮面ライダーゴースト』、さらには『仮面ライダーアマゾンズ』のそれぞれのキャラクターが本シリーズ初登場となる。また、『アマゾンズ』からはシーズン2に登場する仮面ライダーアマゾンネオが、韓国の作品である『獣電戦隊キョウリュウジャーブレイブ』からは敵キャラクター・雷の魔王 ライメインがそれぞれ各作品に先行する形で初登場し、これらも含め登場ヒーローは約100名に及ぶ。このうち『エグゼイド』と『キュウレンジャー』、『ジュウオウジャー』以外のキャラクターは現実世界のヒーローと悪役ではなく、架空のゲーム『超スーパーヒーロー大戦』の世界内に存在するキャラクターであり、「ゲームの世界と現実がつながったことによって彼らが現実の世界に関与する」という体裁が採られている。
制作は『キュウレンジャー』の立ち上げ時期と重なるため、同作品に関わる部分の多くは2017年に入ってから撮影された。スティンガー/サソリオレンジ役の岸洋佑は、本作品で初めてキュウレンジャー加入後の同役を演じており、変身シーンも本作品で初めて演じた。
空蝉丸の本来の変身アイテムはガブリチェンジャーだが、撮影で使用されたのは本編で一度も使用したことのない『キョウリュウジャーブレイブ』のガブガブリチェンジャーである。

### 各作品との関連性
『仮面ライダーエグゼイド』
世界設定の上では『エグゼイド』の世界で起こる出来事として、また時系列上ではテレビシリーズ第23話と第24話の間の話として、それぞれ設定されている。

## あらすじ
1980年代に人気を博したゲーム『ゼビウス』の巨大浮遊要塞アンドアジェネシスが突如、現実世界に実体化して世界各地を襲う。その攻撃によってジューランドは壊滅し、動物戦隊ジュウオウジャーの一人・アム / ジュウオウタイガーがCRに運ばれる。そこに宇宙戦隊キュウレンジャーが現れ、現実世界とゲームの世界を行き来できる仮野明日那 / ポッピーピポパポを捕らえようとする。ポッピーを守るため、宝生永夢 / 仮面ライダーエグゼイドたちは仮面ライダーへと変身し、キュウレンジャーと戦う。
突如として新たなゲーム『超スーパーヒーロー大戦』が始まり、消滅したはずの九条貴利矢 / 仮面ライダーレーザーや他のヒーローたちが現れる。そして、その中には鏡飛彩 / 仮面ライダーブレイブと同じ姿をしたゲーム世界の飛彩 / 仮面ライダートゥルーブレイブもいた。
ゲーム世界のヒーローたちへの協力を仰ぐため、ポッピーとアムはゲーム世界へと飛び込み、霧野エイトという少年と出会う。エイトを追いかけようとするポッピーたちの前に、仮面ライダーストロンガーと仮面ライダーアマゾンが現れ、アムはやむなくジュウオウジャーに変身して戦うも、次第に追い込まれる。そこへ獣電戦隊キョウリュウジャーの空蝉丸 / キョウリュウゴールドが助太刀に現れ、ポッピーたちをゲーム世界の飛彩の元へと案内する。
一方、現実世界でポッピーたちからの連絡を待つ永夢は、なぜか飛彩が『超スーパーヒーロー大戦』との関わりを避けるような態度を取っていることに気づく。その背景には、『超スーパーヒーロー大戦』とエイトに纏わる、飛彩自身の過去が深く関わっていた。

## 本作品の登場人物

### 本作品オリジナルの登場人物
鏡飛彩（ゲーム世界） / 仮面ライダートゥルーブレイブ
『超スーパーヒーロー大戦』のゲームの世界に存在する人物で、黒い服を纏っている以外は飛彩と瓜二つの容貌である。ポッピーピポパポ（明日那）と同じく、現実世界とゲーム世界を行き来する能力を持つ。
- 企画当初は髪の色を変えるという案も存在したが、監督の金田治のイメージとは異なっていたため不採用となり、メイク担当による案が採用された。

霧野 エイト（）
飛彩がアメリカから帰国した直後に担当を受け持った10歳の少年で、天才プログラマーとしての一面を持つ。ナーガ同様心を閉ざしており感情が薄い。
身体が電子化するという特殊な病気を患っていたが、「自分は病気が治らなくても構わない」と飛彩のオペを拒否した後、『超スーパーヒーロー大戦』のゲームを完成させてネットに拡散させると、その世界へと吸い込まれてしまう。

## 登場ヒーロー
本作品ではチーム単位でヒーローが登場する。仮面戦隊ゴライダーの変身者を決めるため、赤、青、緑、黄、桃のパーソナルカラーを持つ5人のヒーローが1つのチームを構成する。

### 本作品のオリジナルヒーロー
数値データは、コレクターズパックの特典ディスクのデータファイルに基づく。

#### 仮面ライダーブレイブ ギャラクシアンクエストゲーマー
ブレイブがレベル2の状態からゲーマドライバーのレバーを閉じ、ギャラクシアンガシャットを左のスロットに装填してレバーを引き変身する特殊形態。
変身音声は「攻撃開始！ギャ・ギャ・ギャ・ギャ・ギャラクシー！行くぜ！ギャラクシアン！」。
ギャラクシップを模した胸部中央の砲撃装置ビームギャラクシューターから破壊ビームを発射する。必殺技は未使用。
- 肩と胸のパーツは新規造形[16]。

#### 仮面ライダートゥルーブレイブ
もう一人の鏡飛彩が変身する仮面ライダー。ゲーマドライバーにタドルレガシーガシャットを装填して、「術式レベル50｣の掛け声と共にレバーを引き変身する。
変身音声は「辿る歴史！目覚める騎士！タドルレガシー！」。
変身時にはレベル2と同様にゲートを潜り抜けることで完了する。また、目の色がオレンジ、鎧の色が白、ボディのトゥルーギアスーツ、左腕のリヴァーサルシールドを始めとしたブレイブでは水色の部分が赤銅色にそれぞれ変更され、腰を囲む前垂れや、サンクチュアリマントなども追加されている。レベルは50で、ファンタジーゲーマーのブレイブと互角の力を持つ。必殺技は未使用。
- デザインコンセプトは「悪のブレイブ」[20]。デザインはファンタジーゲーマーの意匠を翼のイメージでアレンジしている[20]。
- 撮影用スーツの大理石風の模様はウレタンクリアーの重ね塗りで表現された[21]。スーツは後にレガシーゲーマーに流用された[16]。
- テレビシリーズに登場する仮面ライダーブレイブの最強形態、レガシーゲーマーレベル100はほぼ同じ形状だが、配色などが異なる[21]。

ツール
ゲーマドライバー
もう一人の飛彩が使用する変身ベルト。外観ならびに機能は『エグゼイド』に登場する仮面ライダーが使用する物に準じる。
フランベルセイバー
フランベルジェのような形状になっている専用剣。

#### 仮面戦隊ゴライダー
全仮面ライダーと全スーパー戦隊両方の力を併せ持つ5人組のヒーローたち。仮面ライダー1号と仮面ライダー2号と同じデザイン（色違い）のマスクをしていたり、マントの付いたボディは秘密戦隊ゴレンジャーを彷彿とさせる。
アカライダーを除けば、残りの4人の複眼と胸部のコンバーターラングは赤で、それぞれのマスクの後頭部のラインの数がメンバーによって異なっている。
本作品では、霧野エイトが開発した『超スーパーヒーロー大戦』のゲーム内にて、このゴライダーの変身能力を得るためのトーナメント戦が行われており、永夢が参加したチームエグゼイドの5人が変身能力を獲得して、ゲームの世界から実体化したアンドアジェネシスの撃破に成功している。
後述のスピンオフ作品では、エグゼイドが所持していた超スーパーヒーローカードの力で、バロンたち5人が変身する。
変身方法
本作品のチームエグゼイドでは、ゴレンジャーのようにその場で回転して変身しているが、スピンオフ作品でのバロンたちの場合は、超スーパーヒーローカードの力で起きたそれぞれの色に合わせた風圧を受けることで再変身する。
メンバー
アカライダー
ゴライダーのリーダー。全身のカラーリングは赤で、後頭部のラインは1本。複眼と胸部のコンバーターラングの色が黄色で、手袋とブーツの色が白など、他の4人とは異なる。
アオライダー
全身のカラーリングは青で、後頭部のラインは2本。手袋とブーツの色は黒。
ミドライダー
全身のカラーリングは緑で、後頭部のラインは5本。手袋とブーツの色は黒。
キライダー
怪力を自慢とする。全身のカラーリングは黄で、後頭部のラインは3本。手袋とブーツの色は黒。
モモライダー
全身のカラーリングは桃色で、後頭部のラインは4本。手袋とブーツの色は赤。

変身者と専用マシン
変身者は、本作品とスピンオフ作品で異なる。専用マシンは、歴代の仮面ライダーやスーパー戦隊の巨大戦力を使用（ライダーマシン、戦隊マシンと呼称している）。
| ゴライダー   | 変身者                                                    | 変身者                                                | 専用ツール          |
| ゴライダー   | 『超スーパーヒーロー大戦』                                | 『ゴライダー』                                        | 専用ツール          |
| ------------ | --------------------------------------------------------- | ----------------------------------------------------- | ------------------- |
| アカライダー | 仮面ライダーエグゼイド ロボットアクションゲーマー レベル3 | 仮面ライダーバロン バナナアームズ                     | バリブルーン        |
| アオライダー | アオニンジャー                                            | 仮面ライダーブレイド                                  | キャッスルドラン    |
| ミドライダー | 仮面ライダーゾルダ                                        | アナザーアギト                                        | ゴーカイガレオン    |
| キライダー   | ビートバスター                                            | 仮面ライダーレーザー チャンバラバイクゲーマー レベル3 | マジドラゴン        |
| モモライダー | 仮面ライダー電王 ソードフォーム                           | 仮面ライダーマリカ ピーチエナジーアームズ             | デンライナー ゴウカ |
ツール
タイフーン
ゴライダーの変身ベルト。メンバーによって中央の風車の色が異なっている。
ゴライダーボール
ラグビーボール型爆弾。ゴレンジャーのエンドボールと同じ形状をしている。
ゴライダーバズーカ
スピンオフ作品で使用したゴライダーの必殺武器である巨大バズーカ砲。『ゴーカイジャー ゴセイジャー スーパー戦隊199ヒーロー大決戦』に登場したスーパー戦隊バズーカと同じ形状をしている。
ゴライダーのタイフーンから発する風のエネルギーを吸収して、強力なエネルギーを放つことが出来る。
技
ゴライダータワー
スピンオフ作品で使用。ゴライダーの5人がやぐらを組み、エネルギーを増幅させた後にアカライダーのキックで敵を撃破する。
ゴライダーハリケーン
ゴレンジャーの「ゴレンジャーハリケーン」を連想させる技。ゴライダーボールをモモライダー→キライダー→ミドライダー→アオライダー→アカライダーの順でボールをパスしながら、巨大化したボールを相手に叩き込む。
スピンオフ作品では、キライダーとミドライダーのパスの順番が変わった他、アカライダーからパスを受けたエグゼイド マキシマムゲーマー レベル99がボールを敵に蹴り込んだ。

### トーナメント参加チーム
チームエグゼイド
- 仮面ライダーエグゼイド ロボットアクションゲーマー レベル3
- アオニンジャー
- 仮面ライダーゾルダ
- ビートバスター
- 仮面ライダー電王 ソードフォーム

そのチーム名の通り、エグゼイドをリーダーとするチーム。
五星戦隊ダイレンジャー
- リュウレンジャー
- テンマレンジャー
- シシレンジャー
- キリンレンジャー
- ホウオウレンジャー

原典と同じく、初期メンバー5人によって構成された純正チーム。トーナメント1回戦でチームエグゼイドと対戦する。
スーパー戦隊オールレッド
- バトルジャパン
- ダイナレッド
- ニンジャレッド
- マジレッド
- シンケンレッド

そのチーム名の通り、赤をメインカラーとしたスーパー戦隊メンバーのチーム。それぞれ70年代と80年代、90年代から1人ずつ、2000年代から2人選抜された戦隊レッドたちで編成されている。
ライダーオールブルー
- 仮面ライダー電王 ロッドフォーム
- 仮面ライダーオーズ シャウタコンボ
- 仮面ライダーウィザード ウォータースタイル
- 仮面ライダーガタック ライダーフォーム
- 仮面ライダーディエンド

そのチーム名の通り、青をメインカラーとしたライダーのチーム。スーペル戦隊オールレッドに勝利し、トーナメント2回戦でエグゼイドと対戦。
チームゲンム
- 仮面ライダーゲンム ゾンビゲーマー レベルX
- 仮面ライダースペクター
- 仮面ライダー龍玄 ブドウアームズ
- イエローオウル
- モモレンジャー

そのチーム名の通り、ゲンムがリーダーを務めるチーム。決勝でチームエグゼイドと戦う。
チームウーマン
- 電波人間タックル
- ハリケンブルー
- 仮面ライダーブラーボ ドリアンアームズ
- ゴーオンイエロー
- 仮面ライダーマリカ ピーチエナジーアームズ

女性ヒーロー、または女性的な口調で話すヒーローによって編成されたチーム。
チーム飛行
- 仮面ライダーオーズ タジャドルコンボ
- 仮面ライダーナイト
- 強化スカイライダー
- アバレイエロー
- プテラレンジャー

飛行能力を持つヒーローによって編成されたチーム。チームウーマン、チーム高速を連破し、準決勝戦でチームエグゼイドと対峙する。
チーム高速
- レッドターボ
- 仮面ライダードライブ タイプフォーミュラ
- ゴーオングリーン
- 仮面ライダーオーズ ラトラーターコンボ
- ピンクレーサー

車をモチーフにしたヒーローないし高速戦闘を得意としたヒーローで構成されたチーム。トーナメント1回戦でチーム刑事を撃破。
チーム刑事
- 仮面ライダーアクセル
- 仮面ライダーG3-X
- デンジグリーン
- デカイエロー
- ハートクイン

警察官が変身するヒーローで編成されたチーム。
チームカード
- スペードエース
- ゴセイブルー
- 仮面ライダーレンゲル
- 仮面ライダーオーディン
- 仮面ライダーディケイド

カードに関係したヒーローで構成されている。チーム昆虫とチームダンディを破り準決勝まで進出するも、チームゲンムに敗北。
チーム昆虫
- 仮面ライダーワイルドカリス
- クワガライジャー
- 仮面ライダーV3
- 仮面ライダーザビー ライダーフォーム
- マジピンク

昆虫をモチーフにしたヒーローで構成されている。
チーム忍者
- 仮面ライダーZX
- ニンジャブルー
- シュリケンジャー
- イエローマスク
- モモニンジャー

全員が忍者で構成されたチーム。
チームダンディ
- 仮面ライダー響鬼
- 仮面ライダースカル
- キョウリュウブルー
- ウルザードファイヤー
- シグナルマン

メンバー全員が中年の変身者で構成されたチーム。トーナメント1回戦にてチーム忍者を下す。
チームJIRO
- 仮面ライダーBLACK
- 仮面ライダーイクサ セーブモード
- シンケンゴールド
- ギンガブルー
- ゴセイナイト

いずれのメンバーも、岡元次郎が演じているという共通点があるチーム。
チームTAKAIWA
- 仮面ライダーファイズ
- メガブルー
- 仮面ライダーW サイクロンジョーカー
- 仮面ライダーフォーゼ ベースステイツ
- 仮面ライダー鎧武 オレンジアームズ

いずれのメンバーも、高岩成二が演じているという共通点があるチーム。
チーム復活
- 黒騎士ヒュウガ
- トッキュウ2号
- 仮面ライダー新2号
- ライダーマン
- 仮面ライダーマッハ

文字通り、各作品内で何らかの形で復活したメンバーで構成されている。

### その他のチーム
レーザーのチーム
- 仮面ライダーレーザー チャンバラバイクゲーマーレベル3
- 仮面ライダー電王 ガンフォーム
- 仮面ライダー斬月・真 メロンエナジーアームズ
- メガレッド
- ボウケンピンク
- シンケンブルー

キュウレンジャーとエグゼイドたちの戦いに乱入したギャラクシアンの戦闘機に立ち向かうため、ゲーム機から飛び出してきた。
いずれのメンバーも、弓や銃などの遠距離に対応した飛び道具系の武器を所持している。
仮面ライダーアマゾンズ
- 仮面ライダーアマゾンオメガ
- 仮面ライダーアマゾンアルファ
- 仮面ライダーアマゾンネオ

エイトを探すエグゼイドの前に現れたチーム。「一度変身した後のレベルアップができない」などの不利な条件下での戦いを強いられたが、隠しアイテムのエナジーアイテム逆転の効果を用いてピンチを切り抜けた。
ダークライダー3人衆
- 仮面ライダーダークカブト
- 仮面ライダーダークドライブ
- 仮面ライダーダークゴースト

文字通り、主役ライダーの色違いとなるダークライダーによって構成されたチーム。アマゾンオメガたちとの戦いに勝利したエグゼイドの前に現れる。
最強ライダーチーム
- 仮面ライダーアギト バーニングフォーム
- 仮面ライダー龍騎サバイブ
- 仮面ライダーディケイド コンプリートフォーム
- 仮面ライダードライブ タイプトライドロン
- 仮面ライダーゴースト ムゲン魂

最終決戦にてブレイブが所持していた超スーパーヒーローカードによって実体化した。中間形態に変身しているアギトを除き、いずれも最強フォームに変身している。
最強戦隊チーム
- ゴーカイレッド
- レッドバスター パワードカスタム
- キョウリュウレッド・カーニバル
- ハイパートッキュウ1号
- アカニンジャー超絶

最終決戦にてブレイブが所持していた超スーパーヒーローカードによって実体化した。ジュウオウジャー以前に近年活躍したレッドで構成されており、ゴーカイレッドを除く4人は強化形態となっている。
仮面ライダーアマゾン、仮面ライダーストロンガー
ゲーム世界にてアム/ジュウオウタイガーと対戦。
トッキュウ5号
ウラタロスによってチームエグゼイドのピンク枠候補に挙がるが、モモタロスによって却下された。

## ショッカー
ショッカー首領三世
『超スーパーヒーロー大戦』のボーナスステージ『超ショッカー大戦』のラスボス。現実世界で仮面ライダーに倒されながらも、ゲーム世界に生きていた怪人たちのボスとして君臨。自らを「新世代の悪」と称する。
現実世界の建造物や、人間を消滅させることが出来る2本の魔剣ディメンションレイザーが武器。

大蜘蛛大首領（）
ショッカー首領三世が「ショッカー、変身！」の掛け声と共にディメンションレイザーをクロスさせることで変身する蜘蛛型の怪人態。空間や時間を繋ぎ、異世界に存在するものを召喚する。
- 背面のデザインや首元にある赤いマフラーなど、仮面ライダー1号に似たデザインとなっている。仮面ライダーの「死」のメタファーであることから、頭は仮面ライダーのドクロをクモの脚が内側から突き破って出てきているイメージとなっている。マントを外した状態では赤いクモの脚がマフラーとなっている。

| - 地獄大使 - スペースイカデビル - レデュエ - パラドックスロイミュード - コウモリアマゾン | - 黒十字王 - ゼット・真 - 牙鬼幻月 - シン・ジニス - 雷の魔王 ライメイン |

## 登場メカ
キュウレンオー 01,02,04,06,08
宇宙戦隊キュウレンジャー#キュウレンオーを参照。
首領専用モライマーズロボ
大蜘蛛大首領が搭乗し操縦する巨大ロボ。ジャークマターの攻撃宇宙戦艦の中でも、特に巨大なビッグモライマーズから変形する機体であり、ジャークマターから唯一本作品に登場した機体でもある。背面から放つ波動ビームが武器。

## 関連用語・アイテム
超スーパーヒーロー大戦
エイトによって完成した、ライダーと戦隊が混成されたチームで戦うテレビゲーム。このゲームの世界に存在するライダーや戦隊のメンバーは、強さを追い求めようと好戦的な性格になっているが、空蝉丸やチームエグゼイドの面々のように性格が変わらない者もいる。
5人組の全16チームがトーナメント方式で戦い合い、このゲームで優勝したチームが仮面戦隊ゴライダーとなる権利を与えられる。世界の至るところには「8」を象ったモニュメントが置いてある。
超ショッカー大戦
『超スーパーヒーロー大戦』のボーナスステージで、エイトの「現実の世界を消去したい」という思いを利用して、ライダーと戦隊が戦ってきた敵キャラクターが現実世界に実体化する。

ギャラクシアンガシャット
トゥルーブレイブが所持するライダーガシャット。レーザーのチームが戦っていたギャラクシアンのギャルボスを撃墜した際に入手しており、後に飛彩へと受け渡される。

タドルレガシーガシャット
ゲーム世界の飛彩が所持しているライダーガシャット。
『エグゼイド』のテレビシリーズ第35話からも登場。同作品ではレベル100のガシャットという扱いであり、本作品に登場したものとは細部が異なっている。

超スーパーヒーローカード
ゲーム世界の飛彩が所持していたカードで、スーパーヒーローを召喚する能力を持つ。『超スーパーヒーロー大戦』に負けると自動的にこのカードになり、ゲームのチームメンバーを選ぶ画面でもこれに酷似したグラフィックが表示される。
もう一人の飛彩との勝負に勝った飛彩が彼から受け渡され、最終決戦にて使用する。

エナジーアイテム（巨大化）
ゲーム世界の飛彩が所持していたアイテム。
『エグゼイド』のテレビシリーズに登場するエナジーアイテムに酷似しているが、こちらは小型のメダル状になっている。飛彩を経て最終的に永夢に託される。

## キャスト
- 宝生永夢 / 仮面ライダーエグゼイド / アカライダー - 飯島寛騎
- ラッキー / シシレッド - 岐洲匠
- 鏡飛彩 / 仮面ライダーブレイブ / トゥルーブレイブ - 瀬戸利樹
- アム / ジュウオウタイガー - 立石晴香 『動物戦隊ジュウオウジャー』
- 空蝉丸 / キョウリュウゴールド - 丸山敦史『獣電戦隊キョウリュウジャー』
- 仮野明日那 / ポッピーピポパポ - 松田るか
- ナーガ・レイ / ヘビツカイシルバー - 山崎大輝
- 霧野エイト - 大西利空
- 加藤・クラウド・八雲 / アオニンジャー / アオライダー - 松本岳 『手裏剣戦隊ニンニンジャー』
- 陣マサト / ビートバスター / キライダー - 松本寛也 『特命戦隊ゴーバスターズ』[注釈 8]
- 北岡秀一 / 仮面ライダーゾルダ / ミドライダー - 小田井涼平『仮面ライダー龍騎』
- スティンガー / サソリオレンジ- 岸洋佑
- ハミィ / カメレオングリーン - 大久保桜子
- スパーダ / カジキイエロー - 榊原徹士
- 花家大我 / 仮面ライダースナイプ - 松本享恭
- 九条貴利矢 / 仮面ライダーレーザー - 小野塚勇人
- パラド / 仮面ライダーパラドクス - 甲斐翔真
- ソウルの男 - サイ・ホージン、横山一敏
- 鏡灰馬 - 博多華丸
- ショッカー首領三世 / 大蜘蛛大首領 - ダイアモンド☆ユカイ[33]
- ソウルの男 - 白倉伸一郎[34][35][注釈 1]

### 声の出演
- 仮面ライダーゲンム - 岩永徹也
- 仮面ライダーアマゾンアルファ - 谷口賢志『仮面ライダーアマゾンズ』
- ジュウオウイーグル - 中尾暢樹 『動物戦隊ジュウオウジャー』
- ジュウオウシャーク - 柳美稀 『動物戦隊ジュウオウジャー』
- ジュウオウライオン - 南羽翔平 『動物戦隊ジュウオウジャー』
- ジュウオウエレファント - 渡邉剣 『動物戦隊ジュウオウジャー』
- ジュウオウザワールド - 國島直希 『動物戦隊ジュウオウジャー』
- モモタロス / 仮面ライダー電王 ソードフォーム - 関俊彦 『仮面ライダー電王』
- ウラタロス / 仮面ライダー電王 ロッドフォーム - 遊佐浩二 『仮面ライダー電王』
- キンタロス - てらそままさき 『仮面ライダー電王』
- オオカミブルー / ガル - 中井和哉
- テンビンゴールド / バランス - 小野友樹
- オウシブラック / チャンプ - 大塚明夫
- ワシピンク / ラプター283 - M・A・O
- ショウ・ロンポー - 神谷浩史
- 大村亨、穴井勇輝、成澤卓、影山尚広、山森圭介、前川綾香、宇内亜希、木下鈴奈
- MC - 川島明（麒麟）

### スーツアクター
- 仮面ライダーエグゼイド[36]、アカライダー[36]、モモタロス[37] - 高岩成二
- 仮面ライダーブレイブ[38] - 渡辺淳[注釈 9]
- 永徳
- ジュウオウタイガー[41] - 藤田慧
- 仮面ライダーゾルダ[42] - 岡田和也
- 縄田雄哉
- 鈴木大樹
- 松岡航平
- 高田将司
- 伊藤茂騎
- 竹内康博
- 大林勝
- 岡元次郎
- 矢部敬三
- 下園愛弓
- 五味涼子
- 草野伸介
- 日下秀昭
- 青木哲也
- 高橋光
- 浅井宏輔
- 神尾直子
- アオニンジャー[43] - 中田裕士
- 野川瑞穂
- 内川仁朗
- 田中宏幸
- おぐらとしひろ
- 高木英一
- 蔦宗正人
- 喜多川2tom
- 渡辺実
- 蜂須賀祐一
- 蜂須賀昭二
- 渡邉昌宏
- 塚田知紀
- 向田翼
- 佐藤賢一
- 村井亮
- 細川晃弘
- 榮男樹
- 石井靖見
- 寺本翔悟
- 松岡千尋
- 浦家賢士
- 東慶介
- 大岩剣也
- 御前伸幸
- 田中慶
- 久田悠貴
- 今井結香子
- 隈本秋生
- 宮川連
- 鍜治洸太朗
- 三上真司
- 藤田洋平
- 坂梨由芽
- 石上龍成
- 石田颯己
- 松本城太郎
- 塚越靖誠
- 竹中凌大
- 中下伊織
- 坂本和基
- 野邉大地
- 近藤雄太
- 山田武生
- 白井雅士
- 福井理沙
- 世名圭吾
- 加藤勉
- 林潔
- 石川澪美
- 五十嵐勝平
- 天貝学
- 神里まつり
- 村山和真
- 小座間洋人
- 壁田美穂
- 森川奈津美
- 福村翔太
- 飯田愛美
- 森山貴文
- 森野茂行
- 荒井仁明
- 氏原祐介
- 中村拓磨
- 杉元希成
- 清水慎平
- 杉浦史哉
- 松村知輝
- 小林昭宏
- 親川あゆみ
- 小豆畑祐二
- 古屋貴士
- 藤田啓子
- 菊地貴裕
- 梶原颯
- 竹之内景樹
- 熊本敬介
- 村瀬文宣
- 吉岡将真
- 佐藤公介
- 池田優樹
- 湯本健一
- 小柳芳弘
- 大西裕
- 山下康弘
- 塚本卓也
- 佐々木恭介
- 建部拓巳
- 石川大樹
- 相木隆行
- 今井幸治
- 佐野邦明
- 向井春樹
- 木幡良樹
- 柳川友晶
- 中村悠希
- 林宏樹
- 田沼ジョージ
- 上島純也
- 上平田結花
- 関谷健利
- 高橋亮
- 吉田光
- 佐藤文平
- 齊藤謙也
- 藍田将太
- 小森拓真
- 菊地雄人
- 松本直也
- 大蜘蛛大首領[44] - 横山一敏

## スタッフ
- 原作 - 石ノ森章太郎、八手三郎
- 脚本 - 米村正二
- 音楽 - 山下康介
- 製作 - 手塚治（東映）、亀山慶二（テレビ朝日）、間宮登良松（東映ビデオ）、野田孝寛（アサツー ディ・ケイ）、松田英史（東映エージエンシー）、垰義孝（バンダイ）、木下直哉（木下グループ）
- 企画 - 中川昌義（東映）、佐々木基（テレビ朝日）、加藤和夫（東映ビデオ）、麻生一宏（アサツー ディ・ケイ）、竹内淳裕（東映エージエンシー）、桃井信彦（バンダイ）、小助川典子（木下グループ）
- 撮影 - 倉田幸治
- 照明 - 斗沢秀
- 美術 - 大嶋修一
- 録音 - 遠藤和生
- 編集 - 須永弘志
- 助監督 - 上堀内佳寿也、荒川史絵
- スクリプター - 國米美子
- 制作担当 - 板垣隆弘
- ラインプロデューサー - 下前明弘
- Bカメラ - 川口滋久
- FO - 佐藤豚也
- 照明応援 - 山崎豊
- 監督助手 - 越知靖、林達也、齊籐崇浩
- 制作デスク - 武中康裕、藤城ひかる
- 絵コンテ - 伊藤そうあ、武藤聖馬
- 医療監修 - 林昇甫
- 韓国語指導 - サイ・ホージン
- クリーチャーデザイン - 竹谷隆之
- キャラクターデザイン - 田嶋秀樹・伊津野妙子（石森プロ）、小林大祐（PLEX）
- プロデューサー補 - 谷中寿成・小髙史織・安東健太（東映）
- 整音 - 曽我薫
- 音響効果 - 大野義彦、小川広美
- 広報AP - 川勝宥典、小出大樹（東映）
- ゼビウス/ギャラクシアン協力 - 株式会社バンダイナムコエンターテインメント
- 協力アクション監督 - 宮崎剛（ジャパンアクションエンタープライズ）、福沢博文
- 協力プロデューサー - 武部直美・宇都宮孝明・石川啓（東映）
- 製作プロダクション - 東映テレビ・プロダクション
- スーパーバイザー - 小野寺章（石森プロ）
- エグゼクティブプロデューサー - 疋田和樹（東映エージエンシー）
- プロデュース - 白倉伸一郎・高橋一浩・大森敬仁・望月卓（東映）、井上千尋（テレビ朝日）、佐藤現（東映ビデオ）、古谷大輔（アサツー ディ・ケイ）、矢田晃一、深田明宏（東映エージエンシー）、菅野あゆみ
- 特撮監督 - 佛田洋
- アクション監督 - 竹田道弘（ジャパンアクションエンタープライズ）
- 「超スーパーヒーロー大戦」製作委員会（東映、テレビ朝日、東映ビデオ、アサツー ディ・ケイ、東映エージエンシー、バンダイ、木下グループ）
- 監督 - 金田治（ジャパンアクションエンタープライズ）

## 主題歌
「ray of light」
作詞 - Maynard、Blaise、TAX / 作曲 - Maynard、Blaise / 歌 - MONKEY MAJIK
タイトルを直訳すると「一筋の光」であり、それがピンチの時の助けの兆し、希望という意味を込めて製作されたものである。

## プロモーション
2017年1月17日に特報映像がYouTubeで公開され、同年2月4日にポスタービジュアル、同年2月12日に予告編映像が公開された。

## 映像ソフト化
2017年8月9日発売。Blu-ray / DVDでリリース。
- 仮面ライダー×スーパー戦隊 超スーパーヒーロー大戦 ［ブルーレイ+DVD］ 通常版（2枚組）
  - ディスク1：本編Blu-ray
  - ディスク2：本編DVD
    - 映像特典（ディスク1、ディスク2共通）
      - TRAILER
- 仮面ライダー×スーパー戦隊 超スーパーヒーロー大戦 DVD通常版（1枚組）
  - 映像特典
    - TRAILER
- 仮面ライダー×スーパー戦隊 超スーパーヒーロー大戦 コレクターズパック（2枚組）
  - ディスク1：本編ディスク（通常版と共通）
  - ディスク2：特典ディスク（Blu-ray版はBlu-ray、DVD版はDVDで収録） 
    - メイキング
    - 完成披露会見
    - 完成披露上映会舞台挨拶
    - 公開初日舞台挨拶
    - TV SPOT
    - DATA FILE
    - POSTER GALLERY

  - 初回限定特典
    - 特製スリーブケース

## スピンオフ作品『仮面戦隊ゴライダー』
『超スーパーヒーロー大戦』で初登場した、仮面戦隊ゴライダーのスピンオフ作品となる全3話のオリジナルネット配信ドラマ。『仮面ライダー生誕45周年記念プロジェクト』の一環として制作された作品でもあり、『仮面ライダーエグゼイド』の登場人物を中心に、過去の仮面ライダーシリーズの登場人物もオリジナルキャストで登場する。
過去の登場人物はいずれも「人としての生涯を終えた仮面ライダー」という共通点でつながっている。ストーリーはサスペンス仕立てのシリアスな展開となっている。
『エグゼイド超全集』によると時系列は、『エグゼイド』第23話→『超スーパーヒーロー大戦』→『ゴライダー』→ 『レーザー』→『エグゼイド』第24話となっている。小説『マイティノベルX』のノーコンティニュー全史でも同様の時系列となっている。

### ストーリー（ゴライダー）
宝生永夢が目覚めると、いつの間にか謎の閉ざされた空間にいた。そして、永夢の前に5人の男女が現れる。彼らの共通点は、かつて死んだ仮面ライダーということだった。死んだはずの者たちがなぜここにいるのだろうか？そして、続々と怪人たちが出現する。究極のスーパーヒーローだという「仮面戦隊ゴライダー」とは一体何なのだろうか？謎が謎を呼びつつも物語は予想もつかない展開へと向かって行くのだった。

### 敵キャラクター（ゴライダー）
トーテマ
永夢たちの前に現れたゲーム世界の怪人。和装のポッピーに変身していた。神々しくも禍々しい姿と伸縮自在の長い腕を持つ他、無敵の強さを誇り、攻撃を受けガラスのように破片状になってもすぐに再生される不死身の生命力を持つ。ゲームの世界でショッカー怪人たち、現実世界でバグスターたちを復活させ続ける能力も持つ。
檀黎斗によって絶対に倒せない不死身の怪人として設定・プログラミングされていたが、剣崎一真のジョーカーの力でゲームの世界が崩壊したことで不死身の能力を失い、ゴライダーハリケーンを受け、倒された。
- デザインベースはファンタジー系のゲームの悪霊モンスター「レイス」や「リッチ」で、様々な神様のモチーフを入れ込んでいる。強めの中ボスや困難なクエストの終ボスくらいの印象のため、怖さや強さをストレートに表現した見た目で、「ゲンムの強化武装となってゲンムを再生させて蘇ろうとする」というテーマから「再生」の意味合いを加えている。同時に複数のライダーと対峙することから、首や腕を伸ばして、その隙間を裾や背負いもので埋めて大柄なシルエットにしている。

仮面ライダーゲンム ゾンビゲーマー レベルX（トーテマ外装態）
本作品のラスボスである檀黎斗が変身したゲンム レベルXの強化形態。スペックはレベルX（エックス）を上回っている他、倒せない敵キャラであるトーテマの身体の一部を強化武装として身に纏っており、想定外の事態が起こらなければ撃破されることはない。頭部には純金を含んだ強化剤をコーティングしたゴルトハイガード、周囲の怪人を意のままに操るデモンビグナルを備え、胸部はトーテマの一部である黄金のプロテクタートーテマッドアーマー、腕部は伸縮ギミックによって広範囲に存在する複数の敵を一度に攻撃できる他、分解光を纏った爪撃で対象を切断・消滅させることができる黄金の強化クローディスペアクロー、背部には自身や怪人の集団をゲームエリア内に何度でも実体化・復元できる機能の他、取り込んだ怪人をエネルギーに変換して紫色の破壊光線を照射できる特殊攻撃ユニットのデッドリーホイーラーを装着している。劇中では照射したレーザー光線によってマキシマムゲーマーのエグゼイドを圧倒した。
- 『エグゼイド』テレビシリーズ本編のゲンムのゲーマからレベル3の換装を参考に、トーテマとは異なる位置に装着されるように考慮している。ゲンムの頭にトーテマの胸パーツが移動すると「再生」をイメージした母体像が現れる仕掛けになっている。

その他の怪人
| - スペース蜘蛛男 - ウルガ - サドンダスβ - アランブラバグスター - バーニアバグスター | - 狼男 - バッファル - ヤマアラシロイド - リボルバグスター - モータスバグスター | - スペースイカデビル - ヒルカメレオン - モグラロイド - カイデンバグスター - ソルティバグスター | - ショッカーグリード - カニレーザー - タイガーロイド - ハテナバグスター - ダークグラファイトバグスター |

### 関連用語（ゴライダー）
ゲームの世界
本作品の舞台となる世界。永夢以外は死亡したライダーや消息不明のライダーが集められている。その実態は消滅した檀黎斗を復活させるバックアップを兼ねたゲーム（正式名称は不明）で、彼らの絶望によって黎斗を再生させるための無理ゲーの世界だった。

### キャスト（ゴライダー）
- 宝生永夢 / 仮面ライダーエグゼイド - 飯島寛騎
- 駆紋戒斗 / 仮面ライダーバロン / アカライダー - 小林豊 『仮面ライダー鎧武/ガイム』
- 剣崎一真 / 仮面ライダーブレイド / アオライダー - 椿隆之 『仮面ライダー剣』
- 九条貴利矢 / 仮面ライダーレーザー / キライダー  - 小野塚勇人
- 木野薫 / アナザーアギト / ミドライダー - 樋口隆則 『仮面ライダーアギト』
- 湊耀子 / 仮面ライダーマリカ / モモライダー - 佃井皆美 『仮面ライダー鎧武/ガイム』
- 鏡飛彩 / 仮面ライダーブレイブ - 瀬戸利樹
- 檀黎斗 / 仮面ライダーゲンム - 岩永徹也
- 仮野明日那 - 松田るか
- 鈴木陸 - 松浦理仁

### 声の出演（ゴライダー）
- トーテマ - 矢尾一樹
- 仮面ライダースナイプ - 松本享恭

### スーツアクター（ゴライダー）
- 仮面ライダーエグゼイド[51] - 高岩成二
- 渡辺淳
- 永徳
- 藤田慧
- 仮面ライダーブレイド[42] - 岡田和也
- アナザーアギト[42] - 白井雅士
- 内川仁朗
- 浅井宏輔
- 神前元
- 中田裕士
- トーテマ[52] - 伊藤茂騎[注釈 10]

### スタッフ（ゴライダー）
- 撮影 - 倉田幸治
- VE - 江島公昭
- 照明 - 斗沢秀
- 録音 - 遠藤和生
- 美術 - 大嶋修一
- 装飾 - 小宮孝司
- 編集 - 金田昌吉
- スクリプター - 増田文
- MA - 曽我薫
- 音響効果 - 大野義彦
- 選曲 - 金成謙二
- クリーチャーデザイン - 篠原保
- 助監督 - 荒川史絵
- 制作担当 - 板垣隆弘
- ラインプロデューサー - 下前明弘
- 製作プロダクション - 東映テレビ・プロダクション
- 監督 - 上堀内佳寿也
- 原作 - 石ノ森章太郎
- スーパーバイザー - 小野寺章
- 音楽 - 大石憲一郎
- 脚本 - 下山健人
- アクション監督 - 宮崎剛（ジャパンアクションエンタープライズ）
- 特撮監督 - 佛田洋
- プロデューサー - 白倉伸一郎・高橋一浩・大森敬仁（東映）、佐々木基・梶淳（テレビ朝日）
- 制作 - 東映、テレビ朝日
- 制作協力 - ビデオパス

### 配信日程（ゴライダー）
| 配信回 | エピソードリスト   | 配信日        | 配信時間 |
| ------ | ------------------ | ------------- | -------- |
| MAZE1  | 永夢、死す？       | 2017年3月25日 | 32:57    |
| MAZE2  | 脱出               | 4月1日        | 30:39    |
| MAZE3  | ゴライダーよ永遠に | 4月8日        | 32:44    |

### 映像ソフト化（ゴライダー）
2017年9月13日発売。Blu-ray / DVDでリリース。
- 仮面戦隊ゴライダー（1枚組）
  - 映像特典
    - MAKING OF GORIDER（Blu-ray版のみ）
    - TRAILER

## 他媒体展開

### 超スーパーヒーロー大戦 映画公開記念SP
本作品の公開を記念して、『宇宙戦隊キュウレンジャー』Space.7「誕生日を取り戻せ！」と『仮面ライダーエグゼイド』第24話「大志を抱いて、go together！」（共に2017年3月26日放送分）にて行われたコラボレーション企画。昨年度と同様に、両作品の主人公が互いの作品に客演する形式が採られた。
両作品ともラッキー / シシレッドと宝生永夢 / 仮面ライダーエグゼイドとの共闘が盛り込まれているが、昨年度と違い双方のストーリー自体には連動性はないため、両作品とも両者が初対面であるかのような描写がなされている。また『キュウレンジャー』ではサソリオレンジ、『エグゼイド』では仮野明日那も相手側と共演し、さらに『キュウレンジャー』では、本作品や後述のスピンオフ作品に登場するスペースイカデビルもゲストとして登場する。

### 映画
『劇場版 仮面ライダージオウ Over Quartzer』（2019年7月26日公開）
『仮面ライダージオウ』の単独映画作品。仮面戦隊ゴライダーが登場。

### Web配信ドラマ
『ドライブサーガ 仮面ライダーブレン』
『仮面ライダードライブ』のスピンオフ作品。大蜘蛛大首領が登場。